# Exaphodius excellens
Exaphodius excellens is een keversoort uit de familie bladsprietkevers (Scarabaeidae). De wetenschappelijke naam van de soort is voor het eerst geldig gepubliceerd in 1960 door Endrodi.